# Andy Hamilton (acteur)
Pour les articles homonymes, voir Hamilton et Andy Hamilton.
Andy Hamilton est un scénariste, acteur, réalisateur et producteur britannique né en 1954 à Fulham, Londres (Royaume-Uni).

## Filmographie

### Scénariste
- 1983 : Who Dares Wins (série télévisée)
- 1984 : Alas Smith & Jones (série télévisée)
- 1986 : Scotch & Wry (vidéo)
- 1990 : Drop the Dead Donkey (série télévisée)
- 1995 : Eleven Men Against Eleven (TV)
- 1996 : Never Mind the Horrocks (TV)
- 2005 : MirrorMask : Small Hairy

### Acteur
- 1993 : Bob's Birthday : Dr. Bob Fish, DDS (voix)
- 1996 : Crossing the Floor (TV) : Daily Comet Editor
- 1996 : Lord of Misrule (TV) : Editor
- 1997 : Mr. White Goes to Westminster (TV) : Comet editor
- 1998 : Bob et Margaret ("Bob and Margaret") (série télévisée) : Bob Fish (1998-2000) (voix)
- 1999 : Sex 'n' Death (TV) : Ambulance man
- 2003 : Trevor's World of Sport (série télévisée) : Dave

### Réalisateur

#### Télévision
- 1995 : Eleven Men Against Eleven (TV)
- 2001 : Bedtime (série télévisée)

#### Cinéma
2014 : Ce week-end-là… (What We Did On Our Holiday). Scénario et réalisation avec Guy Jenkin.

### Producteur
- 1983 : Who Dares Wins (série télévisée)
- 1990 : Drop the Dead Donkey (série télévisée)
- 1997 : Underworld (série télévisée)